# Alvorada do Gurgueia
Alvorada do Gurgueia é um município brasileiro do estado do Piauí.

## História
Alvorada do Gurgueia recebeu status de município pela lei estadual nº 4.680 de 26 de janeiro de 1994, com território desmembrado de Cristino Castro e Manoel Emídio.
A fundação da vila de Alvorada aconteceu no ano de 1978, quando os primeiros moradores começaram a definir estruturalmente o citado município.

## Economia
Se destaca pelo seu potencial agrícola, pelas suas riquezas, belezas e seus mananciais de água naturais.
Até 2013 o município possuía um Produto Interno Bruto a preço corrente de R$ 38.786,00, com uma renda per capita de R$ 7.435,95. Os setores mais expressivos da economia de Alvorada são os de serviço e agricultura.
A tabela abaixo apresenta alguns dos principais produtos produzidos no município: 
| Soja       | Milho      | Cana-de-açúcar | Melancia  |
| ---------- | ---------- | -------------- | --------- |
| 12.012 (t) | 4.428 (t)  | 3.700 (t)      | 3.600 (t) |
| 3.800 (ha) | 1.260 (ha) | 74 (ha)        | 120 (ha)  |

## Turismo
O poço Violeto é o seu referencial turístico que situa-se no maior lençol freático da América do Sul. As serras e suas matas verdes é uma outra beleza de encher os olhos de quem venha a conhecê-las.
Caso seja aprovada a criação do estado de Gurgueia o município de Alvorada do Gurgueia é o mais cotado para ser sua capital.

## Localização
Cidade localizada no centro sul do Estado do Piauí à 511 km de distância da capital Teresina. Localiza-se a uma latitude 08º25'28" sul e a uma longitude 43º46'38" oeste, estando a uma altitude de 281 metros. Sua população estimada em 2010 era de 5 051 habitantes.
Possui uma área geográfica de 2342,1 km².

## Clima e Vegetação
O município está situado na mesorregião dos cerrados piauienses, região de clima megatérmico tropical. A precipitação anual é de 1000mm, as temperaturas médias variam por volta dos 27 °C.
A estação mais chuvosa é o verão, a mais quente é a primavera e a mais amena, o inverno. As máximas absolutas podem atingir até o 39 °C, já as temperaturas mínimas podem atingir os 19 °C.
A bacia hidrográfica na qual situa-se o município é a do Rio Gurguéia, um dos mais importantes afluentes do grande Rio Parnaíba.
A vegetação é considerada de transição, isto é, pode variar entre a caatinga arbórea e os campos cerrados típicos do Planalto Central.
O município é o que mais desmatou a Mata Atlântica no período de 2014-2015